# John Deacon
John Richard Deacon (Leicester, 19 agosto 1951) è un ex bassista, polistrumentista e compositore britannico.
Dal 1971 al 1997 (anno in cui si ritirò dal mondo della musica) è stato il bassista dei Queen. Oltre al basso, Deacon ha suonato in alcune occasioni anche la chitarra, la batteria e le tastiere, ed è stato autore di vari successi della band come Another One Bites the Dust, I Want to Break Free, You're My Best Friend, Spread Your Wings e One Year of Love.

## Biografia

### Infanzia
John Richard Deacon è nato il 19 agosto 1951 a Leicester da Arthur Henry e Lilian Molly Perkins. Suo padre lavorava presso la compagnia assicurativa della Norwich Union e nel 1960 la famiglia si trasferì nella città dormitorio di Oadby. La morte prematura del padre a 44 anni segnò per sempre la vita del giovane John come lui stesso dichiarò in un'intervista tredici anni dopo: "Non è facile crescere senza un padre". Sin da giovane si interessò all'elettronica, leggendo riviste sull'argomento e costruendo piccoli dispositivi.

### Carriera musicale
Deacon si avvicinò alla musica in età adolescenziale, si unì alla sua prima band, The Opposition, nel 1965 all'età di 14 anni, dove suonava la chitarra ritmica usando uno strumento che comprò con i soldi presi in prestito dal fondatore del gruppo, Richard Young. Passò al basso l'anno successivo dopo che il bassista originale fu licenziato e il gruppo venne rinominato The New Opposition. Oltre a essere un musicista dedicato, Deacon era anche l'archivista della band. Deacon ha suonato il suo ultimo concerto con la band (allora chiamato The Art) nell'agosto 1969. Decise di andarsene per terminare gli studi al Chelsea College di Londra, condotti molto seriamente dal bassista, dove poi si sarebbe laureato con lode in Elettronica nel 1971. L'anno dopo tornò a fare musica e fondò un gruppo R&B chiamato Deacon, che però si sciolse dopo solo un concerto.
All'inizio del 1971, Deacon fu presentato a Taylor e May da un amico in una discoteca. Un paio di giorni dopo fece un provino in una sala per conferenze all'Imperial College di Londra e divenne l'ultimo membro dei Queen a unirsi. Deacon fu selezionato per il suo talento musicale, il suo comportamento tranquillo e le sue abilità elettroniche.
Nel primo album dei Queen (1973) venne accreditato come "Deacon John", per renderlo "più interessante". Successivamente chiese di essere accreditato con il suo vero nome, su tutti gli album da Queen II (1974) in poi. La prima canzone da lui composta a comparire in un album fu Misfire (Sheer Heart Attack, 1974), un brano in cui suonò quasi tutte le parti di chitarra, oltre al basso. Il primo singolo da lui composto fu You're My Best Friend, scritta per sua moglie Veronica e proveniente dal quarto album A Night At The Opera (1975), fu un successo internazionale; da quel momento John si impose anche come autore e scrisse uno o due brani su ogni album a seguire.
Nell'agosto del 1980 fu estratto come quarto singolo da The Game, il brano da lui composto Another One Bites the Dust, motivo funk rock che ammiccava alla disco music; il singolo raggiunse la vetta delle classifiche negli Stati Uniti e in Canada, venendo trasmessa sia da stazioni di musica bianca sia da quelle di musica nera, risultando a posteriori il singolo della band con il maggior numero di vendite (oltre 7 milioni di copie nel mondo). Il successo ottenuto dal brano convinse gli altri tre membri della band a orientare l'album successivo verso sonorità più vicine al funk e alla disco.
A partire dai primi anni '80, John Deacon iniziò a collaborare di più con il suo grande amico Freddie Mercury all'interno della band: i due composero alcuni brani insieme (Cool Cat, Pain Is So Close to Pleasure, Friends Will Be Friends, Rain Must Fall e My Baby Does Me) che erano influenzati soprattutto da funk, soul e disco, i quali si misero in contrapposizione con il rock 'n' roll proposto da May e Taylor che erano molto attaccati alle radici rock del quartetto.
Dei quattro, John era il più introverso, schivo e timido, ma questa sua caratteristica lo esaltava ancora più di quanto non si possa credere: nei live dei Queen Deacon era sempre sotto i riflettori e partecipava intensamente alla riuscita dei concerti.

### Vita privata
Deacon è stato spesso descritto come il membro tranquillo della band, e gli altri dissero che era responsabile della maggior parte degli aspetti finanziari. La sua ultima apparizione pubblica con la band fu a un evento di beneficenza per la lotta all'AIDS nel 1997, e la sua ultima partecipazione diretta con i Queen fu con la registrazione di No-One but You (Only the Good Die Young) nel 1997. Secondo il suo amico Robert Ahwai «John aveva perso suo padre quando era molto giovane. Soffriva di depressione dopo la morte di Freddie Mercury e io non sono sicuro che ne sia mai venuto fuori».
Si sposò con Veronica Tetzlaff il 18 gennaio 1975. I due hanno sei figli: Robert (1975), Michael (1978), Laura (1979), Joshua (1983), Luke (1992) e Cameron (1993).
La Sunday Times Rich List, nel 2011, stimò il patrimonio di Deacon in 65 milioni di sterline, circa 103 milioni di dollari.

## Ritiro
Dopo aver suonato dal vivo con i Queen per altre tre volte - al Freddie Mercury Tribute Concert il 20 aprile 1992, in un concerto di beneficenza con Roger Taylor a Midhurst il 18 ottobre 1993, e in occasione dell'apertura del Ballet Bejart a Parigi il 17 gennaio 1997 eseguendo solo The Show Must Go On con Elton John come cantante - prese la decisione di ritirarsi dalla musica.
Durante tutto il concerto di Parigi apparve molto distaccato e abbattuto. Alla fine si rivolse a Brian May e, affranto, gli disse: "Non posso più suonare davanti a un pubblico. Non ce la faccio più." May affermò anni dopo: "Quando perdemmo Freddie è un po' come se avessimo perso anche John".
Si riunì ai suoi compagni solo nell'ottobre 1997 per la registrazione del brano No-One but You (Only the Good Die Young), incluso nell'album Queen Rocks pubblicato un mese dopo.
Nell'aprile 2001 Deacon parlò della cover di We Are the Champions registrata dai Queen con Robbie Williams per la colonna sonora del film Il destino di un cavaliere. In un'intervista a The Sun riguardo alla collaborazione disse: "È una delle migliori canzoni mai scritte, ma penso che l'abbiano rovinata... Io non voglio essere cattivo, ma diciamo solo che Robbie Williams non è Freddie Mercury. Freddie non può mai essere sostituito - e certamente non da lui."
Sull'album The Cosmos Rocks dei Queen + Paul Rodgers, Deacon venne elencato tra i ringraziamenti. May ha affermato che Deacon è ancora coinvolto sul lato affaristico dei Queen, ma sceglie di nascondersi alla vista del pubblico. May ha confermato inoltre che Deacon ha approvato la proposta del biopic su Freddie Mercury, il film Bohemian Rhapsody uscito nel 2018, nonostante non abbia voluto esserne coinvolto.
(John non vuole essere coinvolto. Ha la sua dimensione e noi la rispettiamo. È un peccato, perché noi avremmo voluto averlo intorno ma lui non vuole più stare in quel circolo... semplicemente non vuole continuare a percorrere quelle strade.)»
In un'intervista del 2014 per Rolling Stone riguardo a un tour nordamericano dei Queen con Adam Lambert, May e Taylor hanno ammesso di non avere più molti contatti con Deacon, tranne che per quanto riguarda le finanze, e Taylor ha affermato che Deacon "si è completamente ritirato da qualsiasi tipo di contatto sociale", descrivendolo come "fragile". Sempre Taylor, intervistato nel luglio 2020, dichiarò che l'ultima volta in cui ha visto Deacon risale al 2004 circa.

## Performance musicali
(Gordon Fletcher, Rolling Stone n° 149)
(Circus del 20/3/1975)
Nato come chitarrista blues, autodidatta bassista per necessità nella sua prima band giovanile, la sua tecnica era nella media dei bassisti rock degli anni sessanta. Un tratto distintivo di Deacon è la tecnica dei "bass runs".
Deacon suonava inoltre la chitarra ritmica, e sporadicamente anche quella solista, in alcuni album, così come in diverse prestazioni acustiche. La canzone Back Chat, dall'album Hot Space, la chitarra elettrica è suonata da Deacon, che utilizza una Fender Telecaster. Anche l'assolo di chitarra classica del brano Who Needs You?, in stile calypso, è suonato da lui. Di tanto in tanto suonava col sintetizzatore le proprie composizioni e spesso componeva al pianoforte, suonandone uno elettrico per la sua You're My Best Friend. Sua è anche la struttura compositiva del brano Cool Cat, registrata inizialmente come demo (in tale occasione suonò tutti gli strumenti, sovraincidendo le varie parti), poi sviluppata dagli altri componenti in modo pressoché invariato. Lo si vede anche suonare il pianoforte a coda nel video di Spread Your Wings, anche se, diversamente da Mercury, non lo suona nella versione in studio.
Il suo basso diventa predominante in pezzi quali Under Pressure, Crazy Little Thing Called Love, A Kind of Magic, Dragon Attack, Breakthru, Bicycle Race, Another One Bites the Dust, The Invisible Man e The Millionaire Waltz. Pur non essendo un autore particolarmente prolifico, ha firmato alcuni tra i più grandi successi del gruppo, come Another One Bites the Dust, Spread Your Wings, You're My Best Friend, I Want to Break Free e Friends Will Be Friends scritta a quattro mani con Freddie Mercury.
John Deacon era l'unico dei quattro a non saper cantare: nei concerti il suo microfono era sempre tenuto a volume ridotto, in modo che potesse solo contribuire ai cori, e la sua voce fosse poco identificabile. Tuttavia, in alcune esibizioni, come quella all'Earls Court del 1977, può essere, facendo molta attenzione, ascoltata in Somebody to Love, Liar e In the Lap of the Gods... Revisited (la sua voce va leggermente in contrasto con quella del chitarrista Brian May, quindi è poco udibile). Ha fatto sentire la sua voce anche in Don't Stop Me Now, partecipando ai cori nei ritornelli e nel Live Aid 1985 in Radio Ga Ga.

### Strumentazione

John Deacon, Freddie Mercury, Roger Taylor e Brian May, la formazione storica dei Queen, al Festival di Sanremo 1984

Il basso elettrico principale usato da Deacon è stato un Fender Precision Bass. Risulta anche che come backup avesse un Fender Mustang, utilizzato occasionalmente, ma non esistono immagini relative.Nei primi periodi lo si può intravedere dal vivo con un Rickenbacker, dopodiché acquistò due Fender Precision americani, uno della serie del 1968 e l'altro del 1967. A metà degli anni settanta acquista un Music Man Stingray, che usa spesso nel tour del 1977 e con cui ha registrato Another One Bites the Dust. Nel corso della carriera ha avuto a disposizione diverse serie di Fender Precision degli anni ottanta (Elite, Special), ma è stato sempre fedele al suo principale Precision del 1968, che è stato lo strumento maggiormente utilizzato con i Queen. All'inizio della sua carriera usava principalmente le dita, ma successivamente utilizzò il plettro in alcuni brani.

### Carriera solista e collaborazioni
A differenza degli altri componenti dei Queen, la sua carriera solista è stata relativamente ridotta. L'unica sua produzione esterna dal gruppo risale al 1986. Si tratta del brano No Turning Back, composto da lui e da Robert Ahwai per la colonna sonora del film Biggles. La canzone venne eseguita dal gruppo The Immortals, in cui Deacon suonava il basso. Fu anche pubblicata su singolo ma gli Immortals si sarebbero sciolti subito dopo.
Quanto alle collaborazioni esterne, assieme a Roger Taylor ha suonato nel 1985 in due brani di Elton John: Too young, pubblicata in Ice on Fire (1985) e Angeline, pubblicata l'anno dopo nell'album Leather Jackets (1986). Ha suonato il basso in How Can I Go On, dall'album Barcelona (registrato nel 1988 da Freddie Mercury con il soprano Montserrat Caballé) e in Nothin' But Blue, nell'album da solista di Brian May Back to the Light (uscito nel novembre 1992). Il 12 settembre 1987 è uscita una versione di Bohemian Rhapsody fatta dai Bad News con Deacon ospite nei cori.
Il 6 giugno 1988 Deacon, May e Taylor hanno partecipato al Prince's Trust Gala al Royal Albert Hall di Londra, suonando assieme a Phil Collins, Elton John, Mark Knopfler, Eric Clapton e Joe Cocker.
Essendo un esperto ingegnere elettronico, costruì spesso componenti per gli strumenti della band. Tra le altre, realizzò con parti prelevate da un giradischi Philips e con una cassa Hi-Fi in massello il Deacy Amp, un piccolo amplificatore artigianale che veniva saturato da un Dallas Rangemaster, uno dei primi treble booster per ottenere il caratteristico sound che si può apprezzare soprattutto nell'album Queen II.

### Influenze musicali
Deacon ha definito come le sue influenze Chic, Michael Jackson e Stevie Wonder. I suoi bassisti preferiti erano Chris Squire del gruppo rock progressivo Yes e John Entwistle dei The Who. Egli era inoltre l'unico componente dei Queen a esser cresciuto ascoltando generi musicali appartenenti alla black music e vicini al Motown Sound quali R&B, soul e funk.

## Discografia

### Con i Queen

#### Album in studio
- 1973 – Queen
- 1974 – Queen II
- 1974 – Sheer Heart Attack
- 1975 – A Night at the Opera
- 1976 – A Day at the Races
- 1977 – News of the World
- 1978 – Jazz
- 1980 – The Game
- 1980 – Flash Gordon
- 1982 – Hot Space
- 1984 – The Works
- 1986 – A Kind of Magic
- 1989 – The Miracle
- 1991 – Innuendo
- 1995 – Made in Heaven

#### Album dal vivo
- 1979 – Live Killers
- 1986 – Live Magic
- 1989 – Queen at the Beeb
- 1992 – Live at Wembley '86
- 2004 – Queen on Fire - Live at the Bowl
- 2007 – Queen Rock Montreal
- 2012 – Hungarian Rhapsody: Live in Budapest
- 2014 – Live at the Rainbow '74
- 2015 – A Night at the Odeon

#### Brani dei Queen composti da John Deacon
- Misfire, dall'album Sheer Heart Attack
- You're My Best Friend, dall'album A Night at the Opera
- You and I, dall'album A Day at the Races
- Spread Your Wings e Who Needs You, dall'album News of the World
- In Only Seven Days e If You Can't Beat Them, dall'album Jazz
- Another One Bites the Dust e Need Your Loving Tonight, dall'album The Game
- Execution of Flash e Arboria (The Planet of the Tree Man), dall'album Flash Gordon
- Back Chat e Cool Cat, dall'album Hot Space (Cool Cat composta con Freddie Mercury)
- I Want to Break Free, dall'album The Works
- One Year of Love, Pain Is So Close to Pleasure, Friends Will Be Friends dall'album A Kind of Magic (le ultime due composte con Freddie Mercury)

#### Brani dei Queen composti da John Deacon e accreditati a tutto il gruppo
- Rain Must Fall e My Baby Does Me, dall'album The Miracle (composte con Freddie Mercury)
- The Hitman, dall'album Innuendo (composta con Brian May e Freddie Mercury)
- My Life Has Been Saved, dall'album Made in Heaven (precedentemente scartata dall'album The Miracle)
- No-One but You (Only the Good  Die Young), dall'album Queen Rocks (composta con Brian May e Roger Taylor)
- Let Me in Your Heart Again, dall'album Queen Forever (composta con Brian May, Roger Taylor e Freddie Mercury, scartata dall'album The Works)
- Face It Alone, dall'album The Miracle Collector's Edition (composta con Brian May, Roger Taylor e Freddie Mercury, scartata dall'album The Miracle)

### Con gli Immortals
- 1986 - No Turning Back (singolo)

### Collaborazioni
- 1984 - Roger Taylor - Strange Frontier (basso nel brano "It's An Illusion")
- 1985 - Elton John - Ice on Fire (basso nel brano "Too Young")
- 1986 - Minako Honda - Cancel (basso nel brano "Roulette")
- 1986 - Elton John - Leather Jackets (basso nel brano "Angeline")
- 1988 - Anita Dobson - Talking Of Love (basso nel brano "I Dream Of Christmas")
- 1988 - Freddie Mercury & Montserrat Caballé - Barcelona (basso nel brano "How Can I Go On")
- 1989 - Ian & Belinda - Who Wants To Live Forever (singolo) (basso nel brano "Who Wants To Live Forever")
- 1992 - Brian May - Back to the Light (basso nel brano "Nothin' But Blue")
- 1992 - Cozy Powell - The Drums Are Back (basso nel brano "Somewhere In Time")
- 1994 - Mick Ronson - Heaven and Hull (basso nel brano "All The Young Dudes")
- 1994 - Steve Gregory - Bushfire (basso nel brano "Bushfire")
- 1997 - SAS Band - SAS Band (basso e cori nel brano "That's The Way God Planned It")
- 1999 - Artisti Vari - Prince's Trust Rock Gala - Volume 3 (video) (basso nel brano "The Letter" con Joe Cocker & M.U.A.S. (Midge Ure All Star) Band